# عصابة (درعيات)

عصابة على الدرع

العِصابة في الشَّعارة أو الدرعيات هو حمولة على شعار النبالة (أو العلم ) تأخذ شكل شريط يمتد أفقيًا عبر مركز الدرع. يختلف الكُتّاب في مقدار مساحة الدرع التي يجب تغطيتها بالعصابة، والتي تُراوح من الخمس إلى الثلث. ينص دليل أُكسفُرد لشعارات النبالة على أن الكُتّاب السابقين بما في ذلك لي وهولم وغيليم يفضلون الثلث، بيد أن الكتاب اللاحقون مثل إدموندسون يفضلون الخُمس.

## أشكال العصابة